# Berenice (sobrinha de Herodes)
Berenice filha de Salomé (irmã de Herodes, o Grande) com Costóbaro (executado por ordem do rei).

## Biografia
Berenice foi dada em casamento a seu primo, Aristóbulo IV, filho de Herodes com Mariana. Segundo Josefo, esse  príncipe, orgulhoso de sua ascendência macabéia, humilhava-a, devido à sua "inferioridade de nascimento", detalhe que, todavia, não o impediu de gerar cinco filhos com sua "inferior" esposa. Por seu turno, Berenice ajudava as manobras da mãe, que odiava os hamoneus, e tudo fazia para desacreditar Aristóbulo e seu irmão Alexandre, junto a Herodes. 
Em 6 a.C, quando Aristóbulo foi executado por ordem de seu próprio pai, a viúva Berenice logo contraiu novas núpcias, dessa vez com um homem bem mais velho do que ela, Teudion, um irmão de Doris, a primeira esposa de Herodes. Porém pouco tempo se passou antes que que ela voltasse a enviuvar, visto que seu segundo esposo também foi condenado, por conspirar contra o Rei (Josefo não menciona a morte de Teudion, mas a deixa implícita em seu relato).
Então, Berenice foi viver em Roma, com seu filho, Herodes Agripa I. Há quem sustente que ela teria se casado com Herodes Arquelau (o principal herdeiro de Herodes), porém o mais provável é que ela apenas o tenha acompanhado à capital do império, quando ele foi defender, junto ao imperador Augusto, sua herança real.
Em Roma, onde passaria o resto de sua vida, Berenice conquistou a sincera e duradoura amizade de Antônia, mãe do futuro imperador Cláudio, amizade que em muito viria a favorecer a trajetória política de Agripa I.

## Genealogia
- Pais: Costóbaro e Salomé
- Filhos: Com Aristóbulo IV: Herodias,  Herodes de Cálcis, Herodes Agripa I, Aristóbulo V, Mariana